# Barış Ataş
Barış Ataş (* 1. Februar 1987 in Kulp) ist ein ehemaliger türkischer Fußballspieler.

## Karriere

### Verein
Barış Ataş, der 1987 in Kulp bei Diyarbakır geboren wurde, begann im Alter von zehn Jahren bei Diyarbakır Et Balıkspor Fußball zu spielen. 2002 wechselte er in die Jugend von Diyarbakırspor und spielte vier Jahre in verschiedenen Altersgruppen. Nachdem er die erste Hälfte der Saison 2005/06 bei den Amateuren verbracht hatte, wurde er von seinem Trainer, Nejat Biyediç, in die erste Mannschaft berufen. Am 21. Dezember 2005 machte er im Pokal gegen Giresunspor sein erstes Spiel, in dem er in den letzten Minuten eingewechselt wurde. Nachdem Faruk Hadžibegić die Mannschaft übernommen hatte, machte er beim Abstieg von Diyarbakırspor neun Spiele von Anfang an. In der darauffolgenden Saison wurde er zu einem unverzichtbaren Spieler. Am 28. Spieltag zog er sich im Spiel gegen Türk Telekomspor einen Kreuzbandriss im rechten Knie zu und musste für sieben Monate pausieren. Sein erstes Spiel nach seiner Verletzung machte er am 11. November 2007. Er fand nicht mehr zur alten Stärke zurück und verlor seinen Stammplatz. Als Diyarbakırspor am Ende der Saison den Aufstieg durch die Relegationsspiele verpasste, hatte er neun Einsätze. Am Anfang der Saison 2008/09 machte er zwei Spiele und verletzte sich wieder schwer. Danach waren wieder sieben Monate Pause angesagt. Diyarbakırspor stieg am Ende der Saison als Zweiter auf. Barış Ataş machte in dieser Spielzeit vier Spiele. In der Saison 2009/10, in der er zum Mannschaftskapitän ernannt wurde, hatte er die meisten Einsätze im Team. Außer einer Gelbsperre hat er alle Spiele seiner Mannschaft bestritten.
Zu Beginn der Saison 2010/11 wurde er mit Fenerbahçe Istanbul und Trabzonspor in Verbindung gebracht. Am 22. Juni 2010 unterschrieb er einen Dreijahresvertrag plus Option auf zwölf weitere Monate bei Trabzonspor. Ende Dezember 2011 wurde bekannt gegeben, dass der Jungspieler bis Juli 2012 an Ligakonkurrent Mersin İdman Yurdu SK verliehen werde. Zum Saisonende kehrte er zu Trabzonspor zurück, saß aber hier bis zur Rückrunde der Spielzeit 2012/13 ohne einen Spieleinsatz auf der Ersatzbank.
Für die Rückrunde der Saison 2012/13 wurde sein Wechsel zum Zweitligisten Adanaspor bekanntgegeben. Kurz vor Ende der Sommertransferperiode 2013 wechselte er zum Zweitligisten Fethiyespor.
Bereits zur nächsten Winterpause verließ er diesen Klub wieder und wechselte zum Drittligisten Diyarbakır Büyükşehir Belediyespor.

### Nationalmannschaft
Barış Ataş hat zehn Spiele für die türkische U19-Nationalmannschaft und vier Spiele für die U21-Nationalmannschaft bestritten.

## Erfolge
- Mit Trabzonspor
  - Türkischer Vizemeister (1):  2010/11
  - Türkischer Supercup (1): 2009/10